# Pachygaster maura
Pachygaster maura är en tvåvingeart som beskrevs av Lindner 1939. Pachygaster maura ingår i släktet Pachygaster och familjen vapenflugor. Inga underarter finns listade i Catalogue of Life.